# Henschel/AEG
Henschel/AEG також відомий, як Mercedes/AEG, тролейбус, який протя гом 1942-1943 виробляли німецькі компанії Henschel, AEG і польська компанія Гданська Вагонна Фабрика.